# Włos

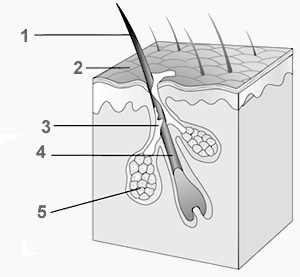
Mieszek włosowy z włosem:
1 – włos
2 – powierzchnia skóry
3 – łój skórny
4 – mieszek włosowy
5 – gruczoł łojowy

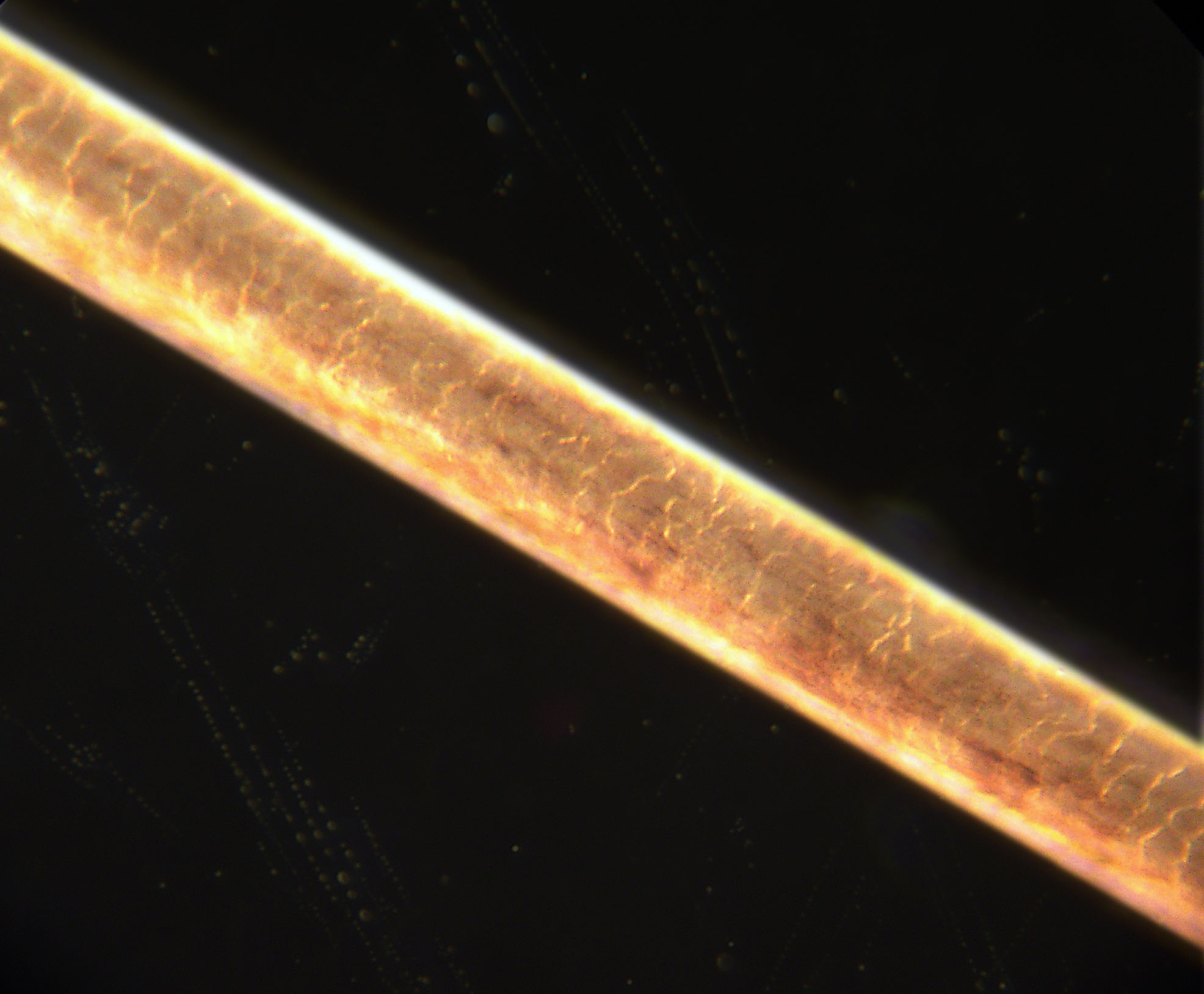
Włos powiększony 200 razy

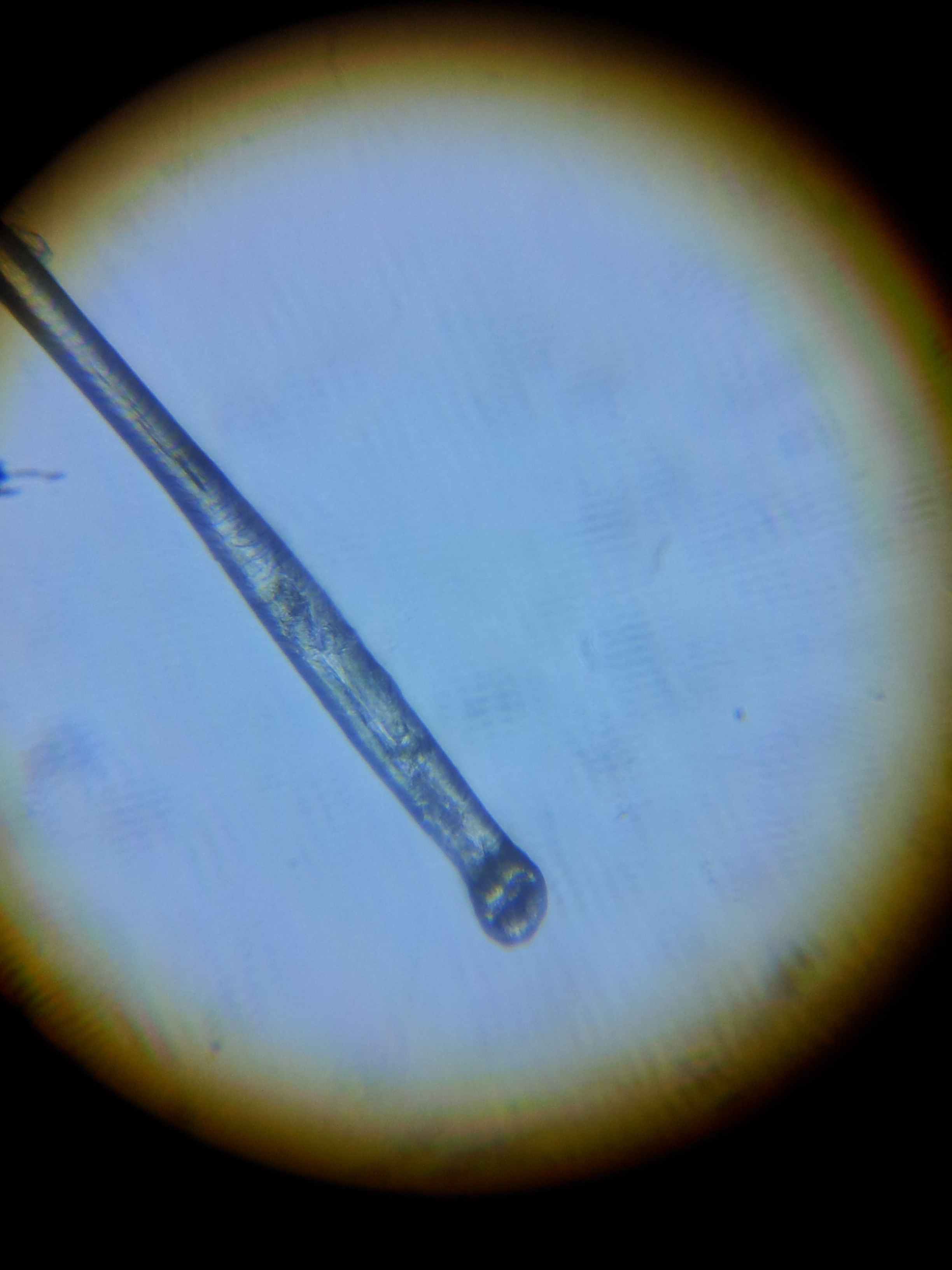
Włos psa yorkshire terrier w dwustukrotnym powiększeniu

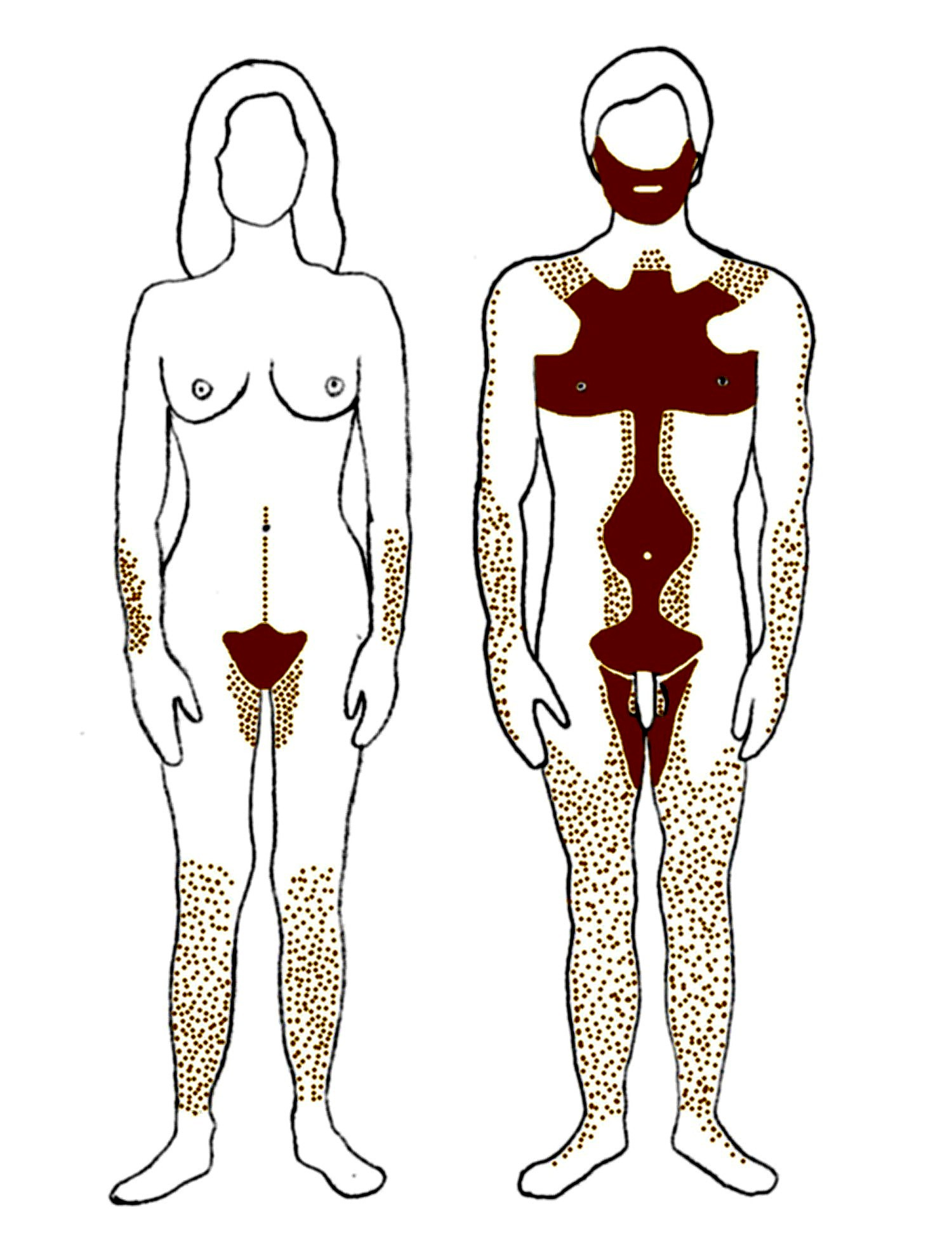
Miejsce normalnego występowania owłosienia u ludzi

Włos – nitkowaty, zrogowaciały, wyspecjalizowany wytwór naskórka, występujący wyłącznie u ssaków, na powierzchni ich skóry, zbudowany z twardej, spoistej keratyny. W entomologii termin włosy lub włoski (łac. comae, pili, chaetae) stosowany jest w odniesieniu do niektórych wytworów oskórka stawonogów, w tym do szczecinek (saetae, setae).
Włosy znajdują się na całej skórze, z wyjątkiem wewnętrznej strony dłoni, warg i podeszew. Włosy wyrastają z zagłębień skóry tworzących kanał, zwany mieszkiem włosowym, do którego podstawy przyczepiony jest mięsień przywłosowy. Do tego kanału uchodzą przewody gruczołów łojowych. Lejkowate ujście mieszka włosowego jest widoczne na skórze jako por. 
Owłosienie ciała zasadniczo pełni rolę termoregulacyjną i ochronną, jednak u człowieka tylko w ograniczonym zakresie. Zachowało się głównie na głowie, w dołach pachowych, na kończynach górnych i dolnych oraz w miejscach intymnych. Najmniejsze, słabo widoczne włosy (tzw. meszek) występują prawie na całej powierzchni skóry. Brwi, występujące tylko u człowieka, chronią oczy przed napływaniem potu i wody deszczowej. Częściową ochronę oka przed kurzem i drobnymi owadami zapewniają rzęsy.

## Budowa
Włos składa się z:
- łodygi
- korzenia
- pochewki (otoczki)
- opuszki (cebulki)
- brodawki.

Podstawowym składnikiem włosa jest keratyna. W pigmencie włosa znajduje się barwnik zwany melaniną, który nadaje kolor włosom, tłuszcze oraz związki mineralne. 
Keratyna wytwarzana jest w naskórku i zbudowana m.in. ze związków siarki i azotu. Chroni naskórek przed szkodliwymi czynnikami zewnętrznymi. Melanina nadaje kolor włosom i skórze. Rozróżniamy dwa rodzaje barwnika: ziarnisty i rozproszony. Ziarnisty nadaje włosom ciemny odcień, a rozproszony jasny. Im więcej we włosach barwnika rozproszonego tym włosy są jaśniejsze. Melanina nie rozpuszcza się w wodzie, natomiast rozpuszcza się w stężonych kwasach i zasadach.

## Włosy u człowieka
Stan włosów pełni funkcję w doborze płciowym. Zdrowe włosy mogą być wyznacznikiem wysokiej jakości biologicznej organizmu. W badaniach włosów kobiet z roku 2001 potwierdzono, że zdrowsze włosy występują u osób zdrowszych. Długość włosów kobiet w szeregu badań przekłada się na postrzeganie ich atrakcyjności, szczególnie jeśli mogą one maskować mniej atrakcyjne twarze dłuższymi włosami. Niektórzy badacze zakładają, że atrakcyjność dłuższych włosów kobiet wiąże się z lepszym oddziaływaniem feromonów lub postrzeganiem ich jako bardziej dostępnych seksualnie, co wiąże się też z występowaniem zjawiska przycinania włosów u mężatek w wielu kulturach oraz nakazem zasłaniania włosów przez kobiety znajdujące się poza rynkiem matrymonialnym. Natomiast choć krótkie włosy mogą być traktowane jako odpowiednie dla mężczyzn, to łysienie powoduje obniżanie ich atrakcyjności. Łysienie może być wskaźnikiem nieaktywności mężczyzny na rynku matrymonialnym. Dla części biologów jest to argument za tym, że nie jest to cecha adaptacyjna.

### Liczba włosów
Na głowie człowieka znajduje się od 100 do 150 tysięcy włosów.
Na 1 cm² przypada 150–500 włosów ciemnych albo 180–750 włosów jasnych. Włosów jasnych jest więcej, ponieważ są cieńsze od włosów ciemnych.

### Kolor włosów
Kolor włosów zależy od:
- czynników dziedzicznych
- klimatu
- rasy
- barwnika (melaniny):
  - eumelaniny – od jej ilości zależy ton włosa (im więcej eumelaniny, tym włos ciemniejszy)
  - feomelaniny – od jej ilości zależy odcień włosa (im więcej feomelaniny, tym kolor cieplejszy).

Naturalna skala barw to: 
- bardzo jasny blond
- jasny blond
- blond
- ciemny blond
- rudy (mało eumelaniny i dużo feomelaniny)
- jasny brąz
- brąz
- ciemny brąz
- czarny
- siwy
- albinos (włos w zupełności pozbawiony barwnika).

U ludzi pierwotnym kolorem włosów jest czarny. Pojawienie się innych kolorów włosów w Europie może mieć związek z dostosowaniem do natężenia promieniowania ultrafioletowego i doborem płciowym związanym ze zwracaniem na siebie uwagi osobników o innym kolorze włosów. Polowania na duże zwierzęta na terenach europejskich wiązało się z mniejszą przeżywalnością mężczyzn, co przekładało się na zwracanie na siebie uwagi przez kobiety i jednocześnie rzadziej występującą poligamię niż na terenach o cieplejszym klimacie. W badaniach dotyczących atrakcyjności, mężczyźni częściej deklarowali chęć związania się z kobietami o jasnych włosach, jeśli były one w towarzystwie kobiet o ciemniejszych włosach niż odwrotnie. Jaśniejszy kolor włosów przyczyniać może się także do oceniania osoby jako młodszej, o ile kobiety mają mniej niż 40 lat (wówczas jasny kolor włosów może być oznaką siwienia).

### Kształt i modelowanie włosów
Wyróżnia się włosy:
- proste – w przekroju poprzecznym są okrągłe
- faliste – w przekroju poprzecznym są lekko spłaszczone (w kształcie elipsy)
- kręcone – w przekroju poprzecznym są bardziej spłaszczone niż włosy falowane
- kędzierzawe – w przekroju poprzecznym są w kształcie nerki
- fil-fil (najmocniejszy skręt, włosy rosną w kępkach) – w przekroju poprzecznym są w kształcie rogalika

Modelowanie włosów w postaci fryzur lub ich obcinanie (golenie) jest w wielu kulturach związane z oznaczaniem pozycji społecznej jednostki, przynależności do określonej zbiorowości, a także podkreślaniem tożsamości płciowej. Obcinanie i golenie włosów może oznaczać rezygnację z indywidualizmu w strukturach władzy (w przypadku żołnierzy, mnichów bądź więźniów), ale także służyć zachowaniu higieny, a w przypadku żołnierzy w armii rzymskiej pozwalało to też na unikanie „chwytania za czupryny” w starciu. Noszenie długich włosów przez mężczyzn może oznaczać bunt wobec uniformizacji i wobec poddawania się władzy. Według Desmonda Morrisa włosy są odmienne u przedstawicieli obu płci ze względu na dotyk, u kobiet zachowywane są długie i delikatne w dotyku, a u mężczyzn krótkie i szczeciniaste. Dotykanie włosów z kolei związane jest z relaksacją i jest gestem uspokajającym. We współczesnych kulturach cechą produkowanych dla dziewczynek lalek są właśnie obfite, delikatne włosy. Moda na formowanie długich, prostych włosów występuje też w przypadku kobiet czarnoskórych, u których naturalnym ich kształtem jest afro, co powoduje, że zabiegi z prostowaniem włosów są dla nich bardziej czasochłonne i kosztowne.

### Szybkość wzrostu włosa
- około 0,33 mm dziennie
- około 1 cm miesięcznie
- około 12 cm rocznie

Wzrost włosa zależy od czynników wewnętrznych, dlatego u każdego człowieka może przebiegać inaczej. Najszybciej rosną włosy u ludzi mających od 16 do 24 lat. W ciągu roku długość włosów zwiększa się u nich o 17 cm.

### Cykl włosowy

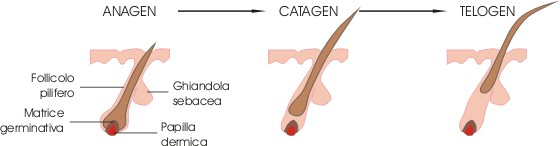
Schemat przedstawiający cykl włosowy

- anagen – trwa kilka lat, w tym czasie następuje wzrost nowego włosa
- katagen – okres trwający od 2 do 3 tygodni, w czasie którego włos obumiera
- telogen – trwa kilka miesięcy, podczas niego martwy włos zostaje wypchnięty przez nowo rosnący; zrogowaciała opuszka, wznosząc się w kierunku powierzchni naskórka, pozostawia za sobą w mieszku włosowym pasmo komórek, które łączy ją z zanikającą brodawką

### Właściwości fizyczne włosa
- trwałość – związana jest z odpornością na czynniki mechaniczne, biologiczne i chemiczne:
  - kwaśne – włos reaguje korzystnie, wykazuje odporność
  - zasadowe i utleniające – są szkodliwe, gdyż uszkadzają strukturę włosa oraz obniżają jego trwałość i elastyczność
- giętkość i elastyczność – pod wpływem ciepła włos traci elastyczność i zmienia kształt; wydłużenie, kurczenie lub pęcznienie włosa zależy od ilości wody, jaką pochłonął z otoczenia
- zdolność pochłaniania wody – zdrowy włos pochłania wodę do 30% masy własnej

## Choroby włosów i skóry
- łysienie androgenowe (łojotokowe)
- łysienie plackowate
- siwienie
- grzybica
- choroby ropne i pasożytnicze

- łupież
- zakola

## Symbolika włosów w kulturze
W kulturze włosy mogą służyć jako symbol opatrzności, ognia, duszy, siły, czy szacunku i honoru. W Biblii stanowią symbol siły (Księga Sędziów, "Gdyby mnie ogolono, siła moja odejdzie, osłabnę i stanę się zwykłym człowiekiem"), a także symbol hańby (Księga Izajasza) i mądrości (Księga Przypowieści).